# Mannerheimdenkmal

Mannerheimdenkmal

Das Mannerheimdenkmal ist ein Reiterstandbild des ehemaligen Oberbefehlshabers der finnischen Streitkräfte und späteren finnischen Staatspräsidenten Marschall Gustaf Mannerheim.
Es befindet sich vor dem Museum für zeitgenössische Kunst Kiasma am Mannerheimintie in der finnischen Hauptstadt Helsinki. Es wurde von Aimo Tukiainen (1917–1996) geschaffen.

## Baugeschichte
1952 gründeten Professoren der Universität Helsinki eine private Stiftung, um durch Spendengelder die Errichtung eines Mannerheimdenkmals zu ermöglichen. Das Denkmal wurde am 4. Juni 1960 anlässlich seines 93. Geburtstages eingeweiht.
Beim Bau des neuen Museums Kiasma wurde vom US-amerikanischen Architekten Steven Holl vorgeschlagen, die Reiterstatue um einige Meter zu versetzen, was jedoch am erbitterten Widerstand der Bevölkerung scheiterte. Als der Bauzaun 1996 rot angestrichen wurde, musste er nach einem Sturm der Entrüstung (Mannerheim war Führer der bürgerlichen „Weißen“) im Bereich des Standbildes grau übertüncht werden.

## Trivia
Im Juni 2016 wurde zu Ehren Mannerheims an der Nikolajewschen Kavallerieschule in Sankt Petersburg, die Mannerheim absolvierte, eine Gedenktafel angebracht.